# Próba biologiczna
Próba biologiczna,  biotest – ocena wpływu danej substancji na żywy organizm.
Ilościowe oszacowanie oddziaływania uzyskuje się przez porównanie efektu ze znanym wzorcem, ustalonym na podstawie kontrolowanych prób o znanej koncentracji tej substancji.
Przykłady biotestu:
- Określanie czystości wody za pomocą obserwacji stanu żywych organizmów.
- Sprawdzenie działania nowych leków na organizmy żywe – bakterie, rośliny czy zwierzęta.